# معبد سالت لیک
معبد سالت لیک یکی از معبدهای کلیسای عیسی مسیح مقدسین آخرین زمان است که در میدان معبد در سالت لیک سیتی، ایالت یوتای ایالات متحدهٔ آمریکا قرار دارد. با وسعتی برابر با ۲۵۳٬۰۱۵ فوت مربع (۲۳٬۵۰۵٫۹ متر مربع)، این معبد، بزرگ‌ترین معبد این کلیسا از نظر مساحت زیربنا به‌شمار می‌رود. این معبد که در سال ۱۸۹۳ تقدیس شد، ششمین معبدی است که کلیسا تکمیل کرده‌است؛ ساخت آن ۴۰ سال به‌طول انجامید و چهارمین معبدی بود که پس از خروج مورمون‌ها از نائوو، ایلینوی در سال ۱۸۴۶ ساخته شد.

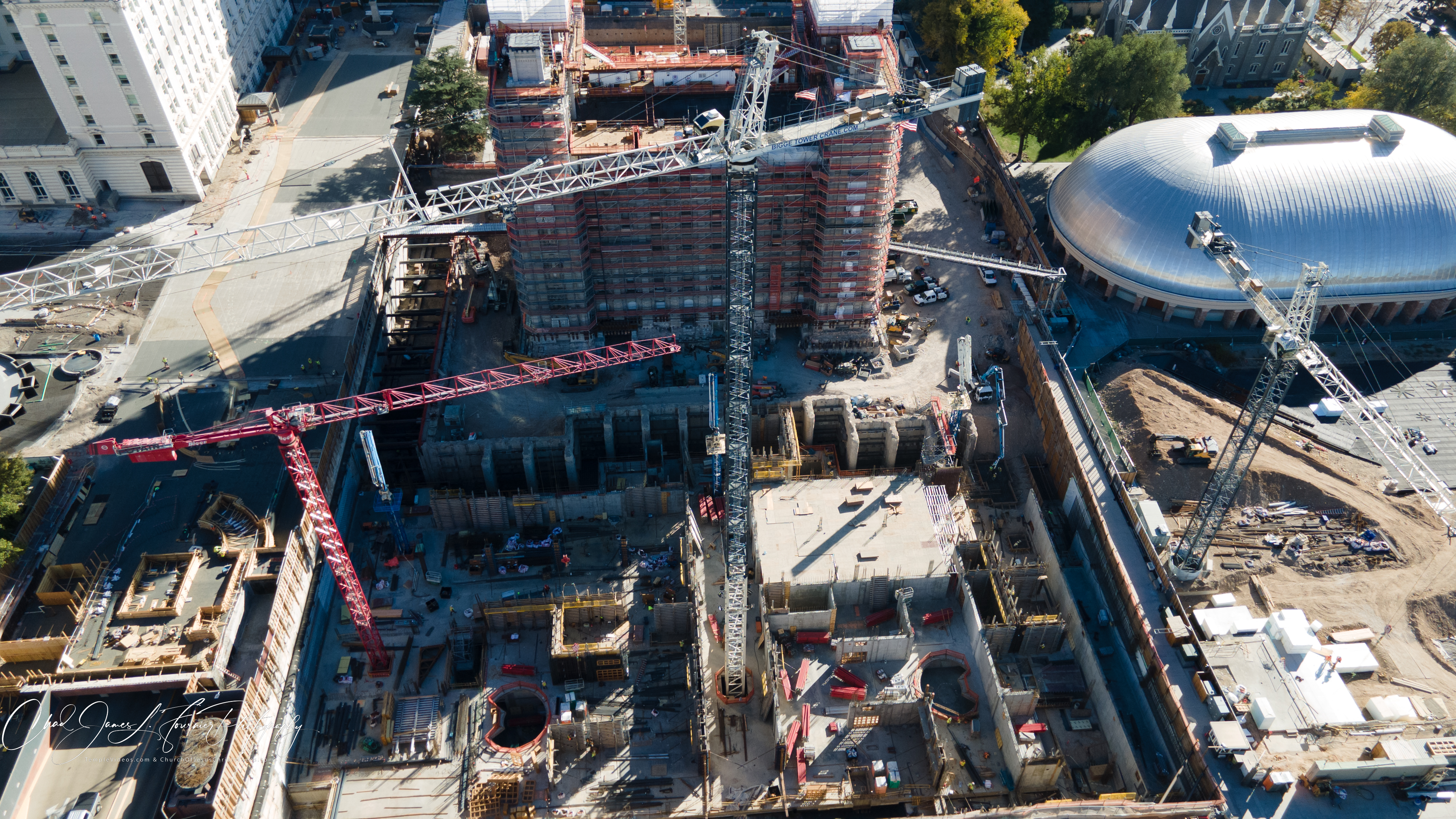
بازسازی معبد سالت لیک

این معبد در دسامبر ۲۰۱۹ برای بازسازی کلی و مقاوم‌سازی در برابر زلزله بسته شد؛ این بازسازی در ابتدا حدود چهار سال زمان‌بر برآورد شده بود. با این حال، به‌روزرسانی‌های بعد  تاریخ تکمیل پروژه را به سال ۲۰۲۶ تمدید کردند، و بدین‌ترتیب مدت زمان بازسازی به شش یا هفت سال افزایش یافته‌است.